# Şəhriyar (Şərur)
Şəhriyar è un comune dell'Azerbaigian situato nel distretto di Şərur.